# Bessermians
Els bessermians (rus: БесермянеBesermyane) també anomenats tàrtars de Glazov, són un petit grup ètnic proper dels udmurts o votiacs. El seu origen és incert i podrien ser finesos turquitzats o antics búlgars del Kama que haurien patit la influència dels udmurts. Al cens de 1926 eren 10.035, dels que 9.195 vivien als districtes de Balezino i Iukamenskoie a Udmúrtia i la resta a la regió de Kirov. Al segle xvii es van convertir al cristianisme, però van conservar part de la tradició musulmana. Després de la llibertat religiosa de 1905 la major part van esdevenir altre cop musulmans.